# Église Saint-Jean-en-Grève
L'église Saint-Jean-en-Grève est une ancienne église de Paris, aujourd'hui disparue, dont l'emplacement se situerait de nos jours dans le 4e arrondissement à proximité de l'Hôtel de ville.
Initialement chapelle baptismale de l’église Saint-Gervais-Saint-Protais toute proche, l'édifice devenu paroisse en 1212 est entièrement rebâti en 1326 mais sera finalement détruit entre 1797 et 1800.

## Situation
Cet édifice religieux était situé entre l'hôtel de ville et l'église Saint-Gervais-Saint-Protais, dans l'actuel 4e arrondissement. Il était entouré par la rue des Vieilles-Garnisons, au nord ; la rue du Tourniquet-Saint-Jean (ou rue du Pet-au-Diable) à l'est ; la rue du Martroi-Saint-Jean au sud ; la ruelle Saint-Jean entre la rue des Vieilles-Garnisons et rue du Martroi, qui sépare l'église de l'hôtel de ville. L'actuelle rue de Lobau et une partie de l'hôtel de ville occupe son emplacement.
Une des sorties de la station de métro Hôtel de Ville (lignes 1 et 11) débouche à l'extrémité nord de la rue de Lobau.

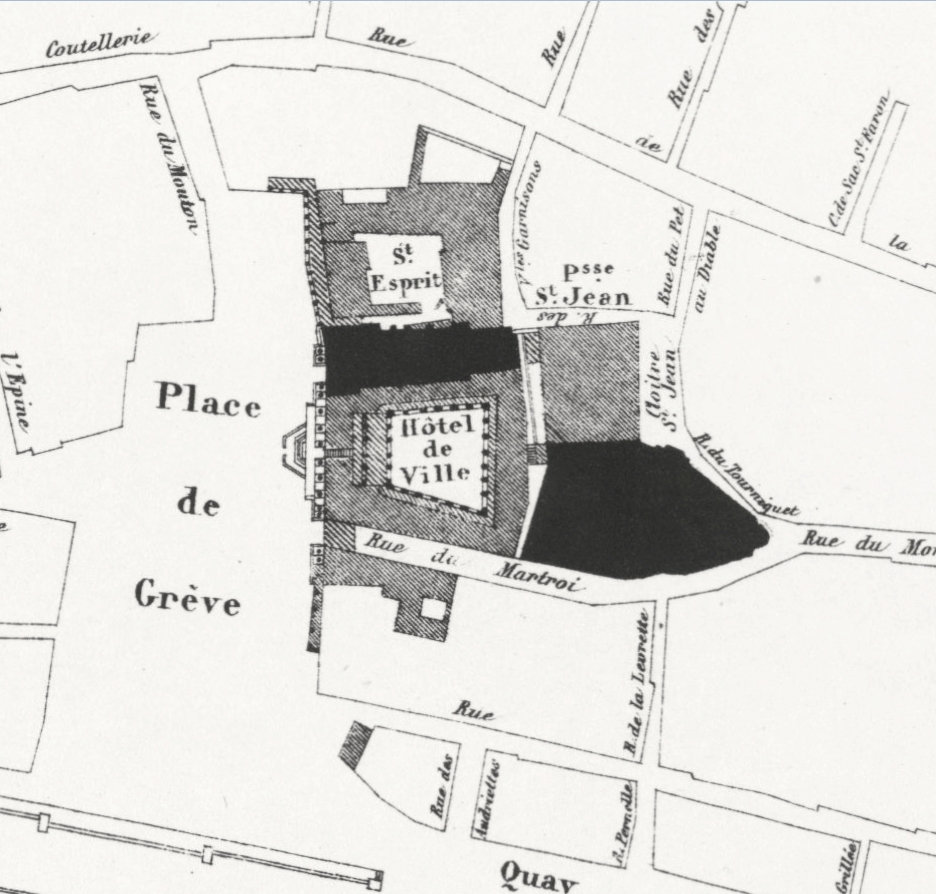
L'église Saint-Jean-en-Grève, longée par la rue du Martroi et la rue du Tourniquet.
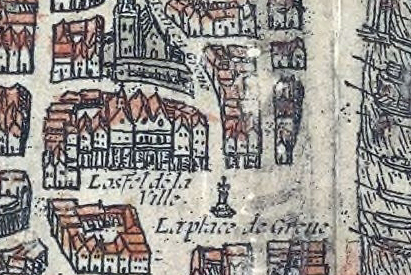
Saint-Jean-en-Grève, au-dessus de l'Hôtel de Ville (Plan de Braun et Hogenberg, c. 1530).
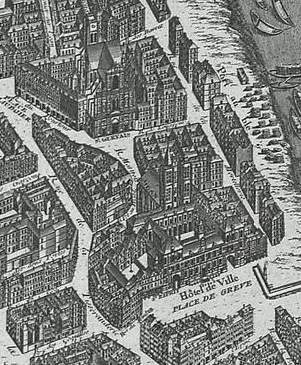
Saint-Jean-en-Grève, entre l'Hôtel de Ville et Saint-Gervais.
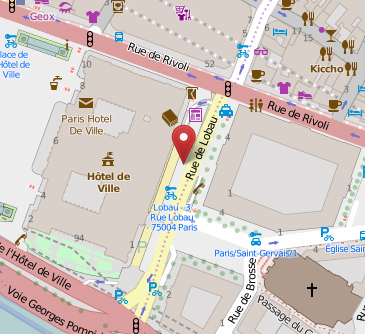
Emplacement sur le plan de Paris 2015.

## Historique
Initialement chapelle baptismale de l’église Saint-Gervais-Saint-Protais toute proche, ce lieu de culte devient paroisse (paroisse Saint-Jean-en-Grève) en 1212 lorsque la nouvelle enceinte de Philippe Auguste inclut l'ancienne paroisse Saint-Gervais, désormais plus peuplée, à l’intérieur de la ville.
Elle devient dépositaire en 1290 de l'« hostie miraculeuse » du miracle des Billettes, profanée, d'après les récits, par un juif de la rue des Jardins (rue des Archives actuelle), ce qui attire dans la paroisse un grand nombre de nouveaux fidèles. L'hostie disparut dans le tumulte de la Révolution.
Elle est citée dans Le Dit des rues de Paris de Guillot de Paris sous le nom de Saint-Jehan. Le cimetière Saint Jehan est cité dans un manuscrit de 1636. 
Rebâtie en 1326 pour être agrandie du fait de l'affluence, cette église est restaurée en 1724. Sur une partie de son cimetière (au nord de l'église), Jacques-François Blondel construit en 1734 la chapelle dite de la communion.
La paroisse disparaît en 1793, à la fin de toute organisation ecclésiastique. Vendue comme bien national le 17 nivôse an VIII (7 janvier 1800), l'église Saint-Jean-en-Grève est finalement détruite entre 1797 et 1800 et n'est donc pas réinscrite sur la nouvelle carte des paroisses de Paris de 1802. La destruction de l'édifice a été immortalisée par les tableaux d'Hubert Robert et de Demachy. La chapelle de la Communion est conservée un temps pour servir de salle de concert et d'assemblée, mais elle est finalement détruite en 1837.
De 1837 à 1848, s'élèvent sur l'emplacement de l'église démolie, les nouveaux bâtiments de l'hôtel de ville de Paris réalisé par Antoine Vivenel, d'après les plans de Godde et Lesueur.
C'est dans cette église qu'étaient conservés les plus anciens registres paroissiaux de Paris, datant de 1515, avant leur destruction pendant la Commune de 1871.

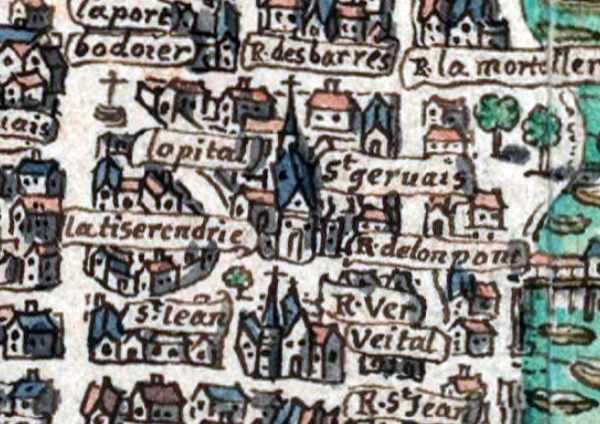
Église Saint-Jean devant l'église Saint-Gervais (plan de la Tapisserie, 1540).
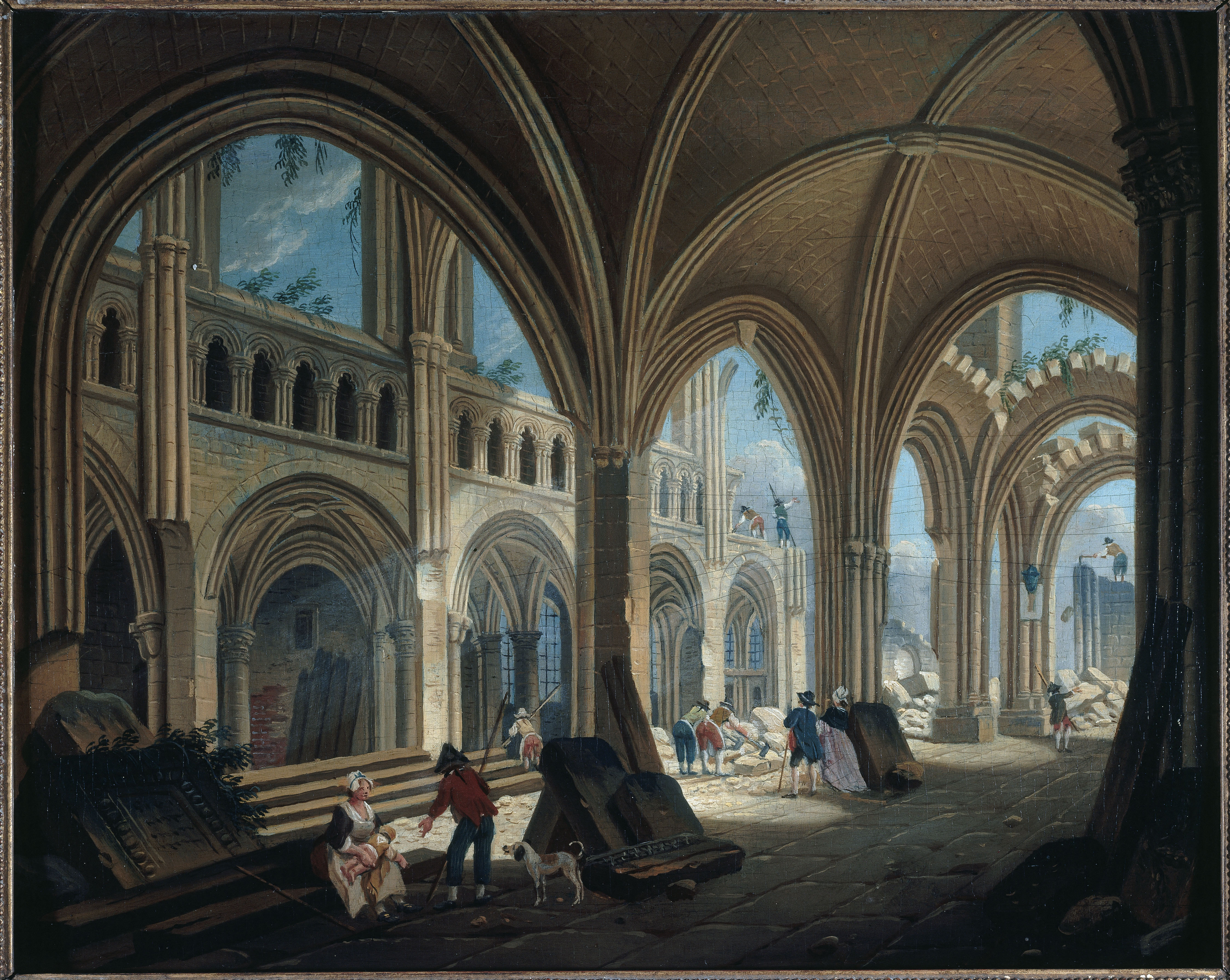
Démolition de l'église Saint-Jean-en-Grève, intérieur, par Pierre-Antoine Demachy (vers 1800, musée Carnavalet).
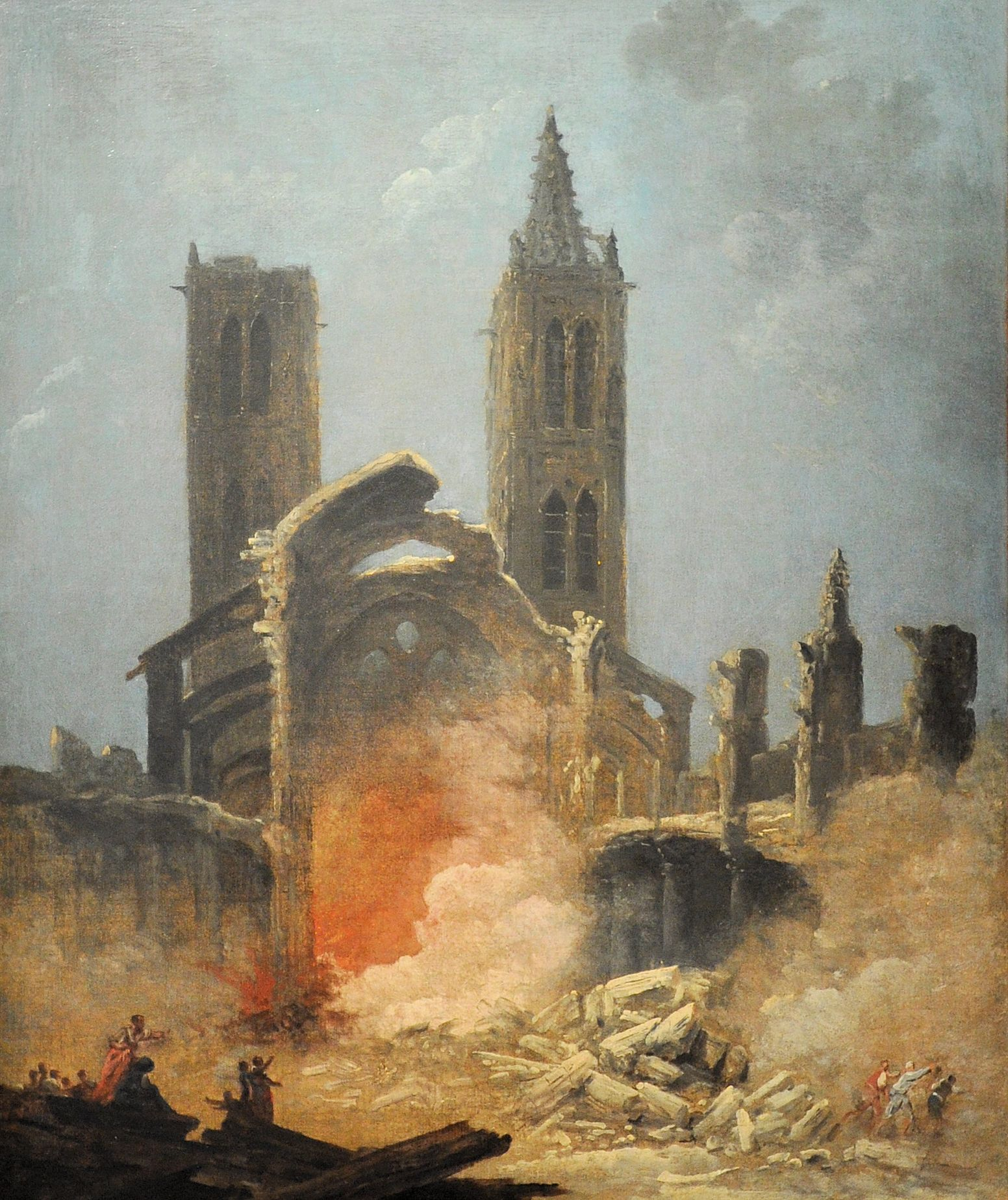
Démolition de l'église Saint-Jean-en-Grève par Hubert Robert (vers 1800, musée Carnavalet).

La construction du grand parking souterrain de la rue de Lobau vers 1979-1980, réalisée sans aucune précaution archéologique, a fait disparaître la partie subsistante des fondations de l'église mettant ainsi un terme définitif à tout projet de recherche in situ.

## Personnalités
Charles de Gaucourt, lieutenant général et gouverneur de la ville de Paris et d'Île-de-France, conseiller et chambellan des rois Charles VII et Louis XI, seigneur de Chasteaubrun, y fut inhumé en 1482
Le théologien Robert Bouchigny est curé de la paroisse de Saint-Jean-en-Grève de 1548 au moins jusqu'à sa mort en 1550. Un autre théologien, Jean Filesac, est curé de la paroisse Saint-Jean-en-Grève de mai ou juin 1590 à 1613.
Un prêtre de Saint-Jean a laissé son nom dans l'histoire : le père Pierre David a été de ceux qui ont concouru à la fondation d'un couvent à Louviers à partir de 1616.
On peut lire au début de la seconde partie des mémoires du cardinal de Retz, alors qu'il vient d'être nommé archevêque de Paris,
"Je commençais mes sermons de l'Avent dans Saint-Jean en Grève, le jour de la Toussaint, avec le concours naturel à une ville aussi peu accoutumée que l'était Paris, à voir ses archevêques en chaire".
Quelques personnalités furent inhumées dans l'église même, comme le maréchal Nicolas Bouton de Chamilly, mort en 1715, le peintre Simon Vouet mort en 1649, le poète Tristan L'Hermite, ou François de Chansiergues d'Ornano, diacre d'Uzès. Mais la plupart des paroissiens furent inhumés dans un des deux cimetières que posséda l'église Saint-Jean-en-Grève, l'un situé à proximité de sa tour nord (à proximité de la partie centrale de l'hôtel de ville actuel) et l'autre au nord-est confrontant son chevet (mairie du 4e arrondissement et partie sud de la place Baudoyer). C'est dans l'un de ces deux cimetières que fut enterré le peintre Jacques Blanchard en 1638.

## Paroisse et cimetières
La paroisse s'étendait en longueur entre la place de Grève et la rue du Poitou. À l'est, elle ne dépassait pas la rue Vieille-du-Temple et à l'ouest la rue de la Coutellerie. Elle était bordée à l'ouest, par la paroisse Saint-Merri et la paroisse Saint-Nicolas-des-Champs et à l'est, par la paroisse Saint-Gervais et par la paroisse Saint-Paul.
Plusieurs cimetières ont existé successivement. Le premier cimetière était situé à proximité de la rue Saint-Antoine. Les fouilles, ainsi que les textes laissent à penser que l'on n'y enterre plus à la fin du XIIIe siècle. Cet espace devient la place du Marché-Saint-Jean. Pour remplacer ce cimetière, Charles V donne en décembre 1365 un emplacement triangulaire accolé au clocher nord de l'église. Dès 1393, Charles VI crée par lettres patentes un nouveau cimetière à l'emplacement de l'hôtel de Pierre de Craon le Grand, situé entre les rues du Franc-Murier (aujourd'hui rue de Moussy) et du Bourg-Tibourg. Appelé cimetière Verd, il occupe une surface d'environ 430 m2 et il est totalement enclavé.

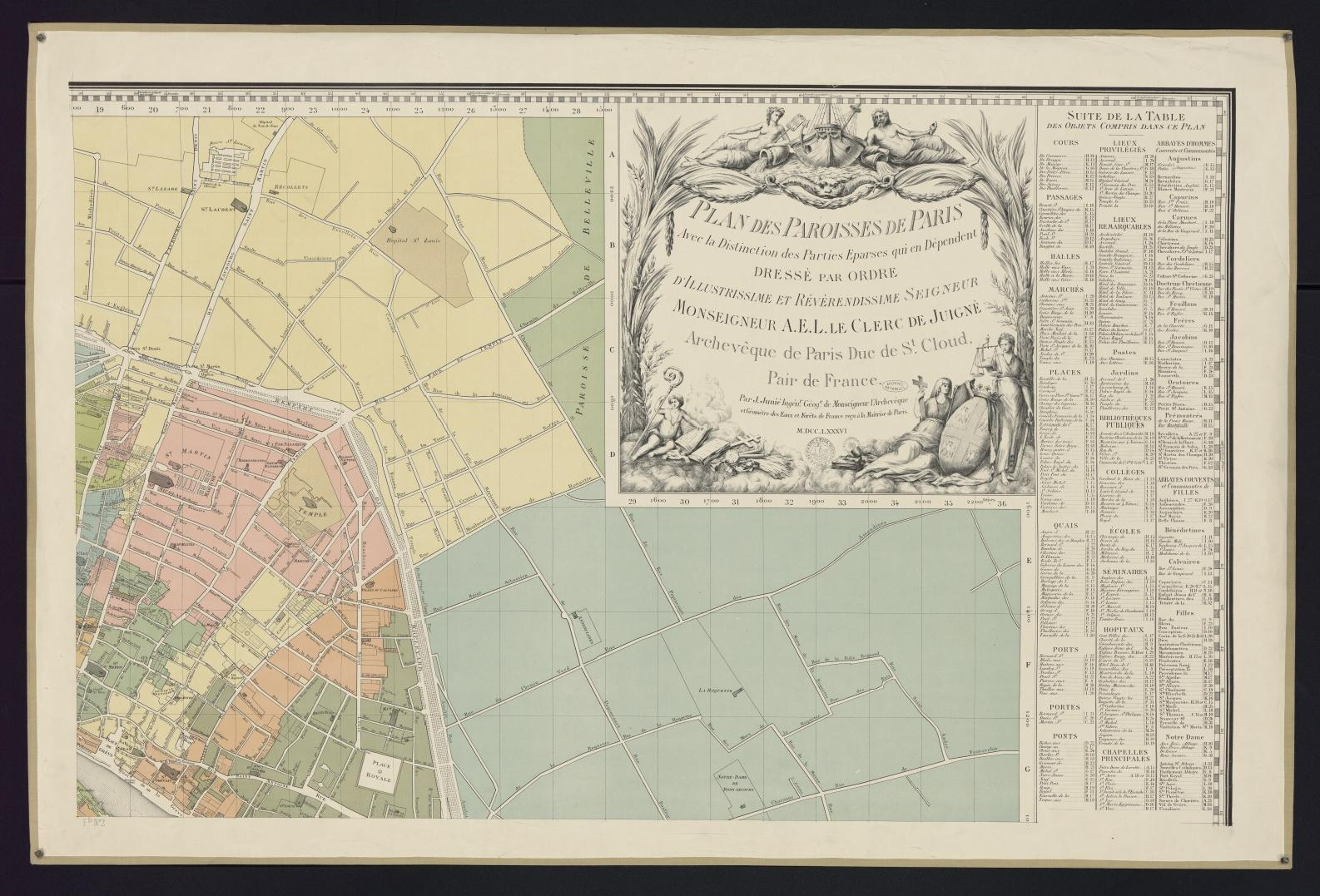
Le ressort de la paroisse en jaune, en bas, à gauche sur le plan de Junié.